# Piemontesizzazione
Con il termine piemontesizzazione viene indicata in ambito storiografico l'estensione della struttura politica e amministrativa del Regno di Sardegna a tutte le regioni italiane unificate nel 1861 nel neonato Regno d'Italia.

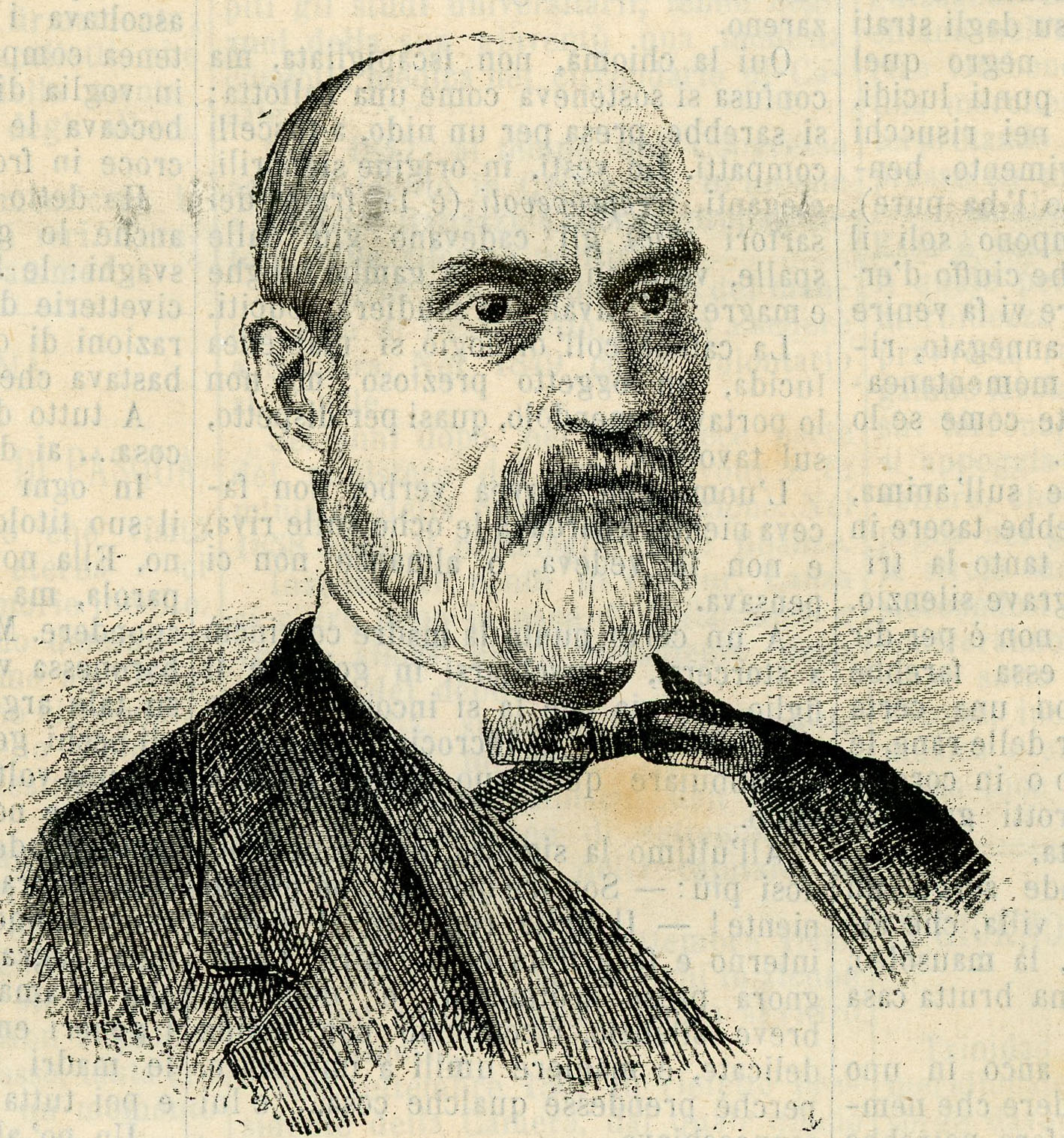
Giovanni Lanza

Il 20 marzo 1865 la "Legge 20 marzo 1865, n. 2248" - nota anche come "legge Lanza", dal ministro degli interni che ne fu promotore, Giovanni Lanza (ma anche "legge Ricasoli", dal presidente del consiglio Bettino Ricasoli) - permise l'unificazione amministrativa del Regno d'Italia costituendo sostanzialmente una generalizzazione del decreto Rattazzi di sei anni prima; l'unificazione legislativa  avvenne nell'arco di alcuni anni e il suo completamento nel Regno d'Italia si ebbe con il Governo La Marmora II, il 2 aprile 1865 con la cosiddetta codificazione del 1865.

## Caratteristiche generali
Con l'unità d'Italia, lo Statuto albertino, dal 1848 vigente nel regno di Sardegna, unico stato preunitario italiano i cui cittadini godevano di una costituzione e di un parlamento eletto, venne esteso ai cittadini di tutto il regno unificato.
Dopo dibattiti parlamentari per la gestione del nuovo Stato si opterà per un modello accentrato, detto alla francese, mutuato da quello utilizzato nel Regno di Sardegna: infatti il nuovo stato viene suddiviso in province, ad ognuna delle quali viene assegnato un prefetto di nomina regia.
Esso fu esteso senza modifiche all'intera penisola, lo Statuto indicava la lingua italiana come quella ufficiale delle Camere, e dava facoltà di servirsi di quella francese, ai membri provenienti da paesi parlanti il francese.
Inoltre si ebbe l'estensione del sistema elettorale all'intera penisola italiana, che ne era sprovvista, e del sistema impositivo . Gli stessi simboli del nuovo Stato, come la bandiera e l'inno, furono quelli dello stato sardo, mentre inizialmente la capitale del Regno, dal 1861 fino al 1865, rimase a Torino, per essere poi trasferita a Firenze in attesa che la risoluzione della questione romana permettesse di porre la capitale a Roma.
Un formalismo rimase inalterato, nonostante il passaggio dal Regno di Sardegna a quello d'Italia, si trattò del numerale del re. Vittorio Emanuele II continuò ad usare lo stesso numerale anche dopo la proclamazione a Re d'Italia del 17 marzo 1861 (vedi Vittorio Emanuele II di Savoia: la proclamazione a re d'Italia).

## Ambiti interessati

### Legge e rappresentanza elettorale
Il 27 gennaio 1861 si tennero le prime elezioni, che, sui circa 22 milioni di abitanti della penisola vide ammessi al voto, in base a criteri della legge elettorale sabauda fondata sui limiti di età, alfabetismo e di censo, soltanto 418.850 persone; di queste solo 239.853 votarono effettivamente. Nei territori annessi dello scomparso Regno delle Due Sicilie, con i loro 10 milioni di abitanti, furono ammessi al voto 129.700 persone delle quali votarono effettivamente solo 87.000 che elessero 144 deputati. Tuttavia vi è da osservare che negli stati preunitari italiani sprovvisti di statuto o costituzione, non era vigente alcun sistema di governo o parlamento basato su una rappresentatività politica risultante da elezioni, neppure a suffragio ristretto. Il regno di Sardegna era rimasto dopo il 1848 l'unico Stato costituzionale nella penisola italiana, con istituzioni di tipo rappresentativo in cui l'autorità del re era bilanciata da un parlamento bicamerale con una camera dei deputati elettiva ed un senato a nomina regia.
Nel nord Italia in base ai criteri di ammissione al voto indicati nella legge 17 marzo 1848 n. 680, ("Regio editto sulla legge elettorale") emanata come conseguenza della concessione dello Statuto Albertino, basati sul censo e sull'alfabetismo, si ebbe la percentuale di un elettore ogni 41 abitanti, mentre nelle regioni meridionali uno ogni 77 abitanti. Pur essendo la prima del nuovo regno la legislatura continuò l'esistente numerazione piemontese, come VIII legislatura.

### Organizzazione amministrativa e militare
Dal punto di vista amministrativo, si ebbe l'estensione tramite la legge 20 marzo 1865, n. 2248 (cosiddetta Legge Lanza) al nuovo regno unitario, della suddivisione a livello amministrativo, in province, mandamenti, circondari e comuni del Regno di Sardegna, l'ordinamento del regno precedentemente definito dal decreto Rattazzi sul modello francese. Nel 1861 furono in tal modo definite 59 province. La provincia divenne un ente locale dotato di propria rappresentanza elettiva e di un'amministrazione autonoma con un collegio deliberante di durata quinquennale, il Consiglio provinciale, e un organo esecutivo-amministrativo di durata annuale, la Deputazione provinciale, eletta dal Consiglio ma presieduta e convocata dal governatore, poi prefetto, di nomina regia. I consiglieri si rinnovavano per un quinto ogni anno per sorteggio. Le prime elezioni provinciali furono celebrate il 15 gennaio 1860.
Inoltre con tale norma venne altresì estesa al Regno d'Italia l'organizzazione del vecchio esercito piemontese, introducendo l'obbligatorietà del servizio militare in Italia (peraltro già in uso presso altri stati italiani preunitari come il Regno delle Due Sicilie, ma al contrario di questo non riscattabile) della durata di 5 anni per tutti i giovani che avevano compiuto i 20 anni. Tale imposizione creerà notevole malcontento in molte zone del Mezzogiorno; essa è stata ritenuta da molti una delle cause che alimentarono il brigantaggio postunitario italiano.

### Sistema economico e monetario
La prima scelta in campo economico fu l'adozione di una moneta comune in tutto il nuovo regno. Ciò venne fatto estendendo il corso legale della lira del Regno di Sardegna a tutta la penisola, mediante l'entrata in vigore della legge Pepoli (legge 24 agosto 1862, n. 788) che stabilì la messa fuori corso di tutte le altre monete circolanti nei vari stati pre-unitari entro la fine dell'anno.
Essa definì la lira italiana moneta legale per i pagamenti, unità di conto della spesa, del risparmio e del credito, ed estese a tutto il territorio nazionale la normativa vigente nel Regno di Sardegna, che ne prevedeva il conio in modalità bimetallica sulla base di un rapporto fisso tra oro e argento pari a 1:15,5. L'estensione dell'uso della moneta sarda ai nuovi territori risulta evidente anche dal punto di vista numismatico: le nuove lire italiane sono uguali in tutto e per tutto alle precedenti lire sarde, salvo per la sostituzione della legenda.
La moneta di 1 lira da 5 g di argento al titolo 900/1000 corrispondeva a 0,29025 g d'oro fino oppure a 4,5 g d'argento fino (scesi a 4,459 nel 1863), cioè lo stesso valore della vecchia lira napoleonica e del contemporaneo franco francese, col quale la totale intercambiabilità permise la creazione dell'Unione monetaria latina e la libera circolazione di tale valuta, insieme al franco svizzero e al franco belga, sul territorio nazionale.
Nel dicembre 1865, raggiunta l'omogeneizzazione della moneta nel regno, l'Italia assieme a Francia, Belgio, Italia e Svizzera formò l'Unione monetaria latina, i paesi si accordarono a scambiare le loro monete nazionali sullo standard di 4,5 g di argento o 0,290322 grammi di oro e a rendere queste monete intercambiabili liberamente.
Nel settore economico, i governi della destra storica rimossero le barriere doganali, assenti nel Piemonte ma esistenti nei territori degli altri regni preunitari, che proteggevano i loro mercato interno delle nascenti industrie locali dalla concorrenza esterna estendendo il liberismo a tutto il paese. Tale decisione contribuirà al declino delle iniziali industrie meridionali, in precedenza protette con politiche protezioniste dal governo borbonico e soccombenti nella competizione commerciale.

### Obbligo scolastico
Uno dei grossi problemi che il nuovo regno si trovò ad affrontare fu il diffuso analfabetismo esistente in molte delle regioni annesse al Piemonte,  la nuova nazione contava una media del 78% di analfabeti con punte massime del 91% in Sardegna e del 90% in Calabria e Sicilia, bilanciata dai valori minimi del 57% in Piemonte e del 60% in Lombardia. Nello stesso periodo - 1850 - le percentuali di analfabeti in Europa erano del 10% in Svezia, del 20% in Prussia e Scozia, del 75% in Spagna e del 90% in Russia.
La Legge Casati, entrata in vigore nel 1860 nel Regno di Sardegna, venne estesa a tutto il Regno d'Italia introducendo l'obbligo dell'istruzione scolastica, almeno per il primo biennio gratuito per tutti. Questa legge affermava la decisione dello stato italiano di farsi carico del diritto-dovere di intervenire in materia scolastica sostituendosi in molte aree alla Chiesa cattolica che da secoli deteneva il monopolio dell'istruzione. Nel 1877 la Legge Coppino elevava l'obbligo scolastico a tre anni, portava a cinque anni le classi della scuola elementare, che rendeva gratuita, e soprattutto introduceva sanzioni, non previste nella Legge Casati, per chi disattendeva l'obbligo scolastico.

## Critiche
Tale politica attuata dal nuovo governo unitario trovò le critiche di alcuni parlamentari, Francesco Proto Carafa, duca di Maddaloni nonché eletto deputato di Casoria del nuovo regno, disse:

### Storiografia revisionista
Esso è stato molto utilizzato all'interno del dibattito sul revisionismo meridionalista dalla seconda metà del Novecento. In tali circostanze si sottolineano gli aspetti negativi di tale politica in particolare sulle regioni meridionali, vista inoltre come origine della questione meridionale. La piemontesizzazione è stata inoltre spesso accostata, in questi ambiti revisionisti, ad un concetto di violenza culturale attraverso l'imposizione forzata di leggi e regolamenti mal digeriti da gran parte delle popolazioni meridionali.